# 瓦利马

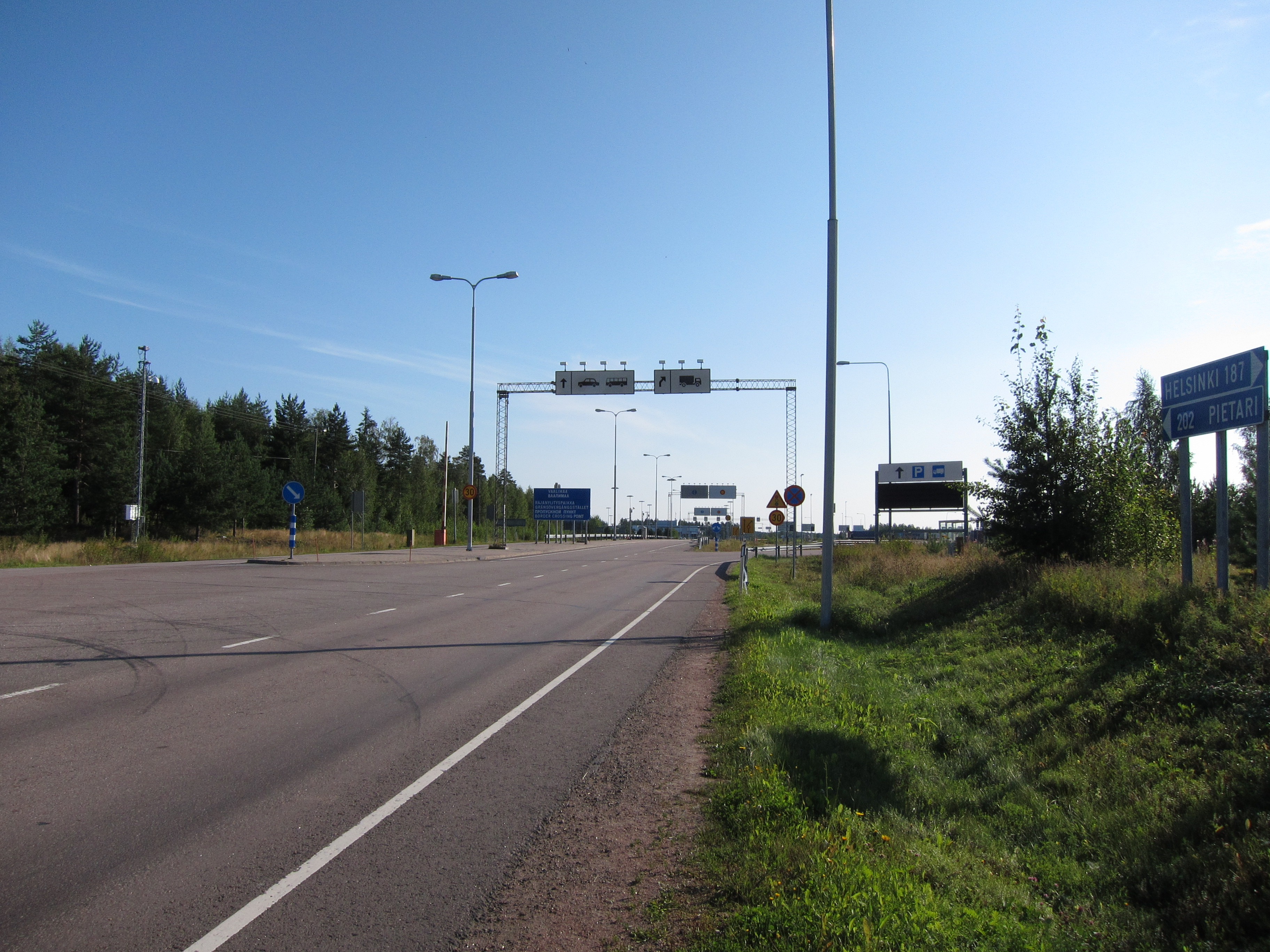
瓦利马边防检查站芬兰方向

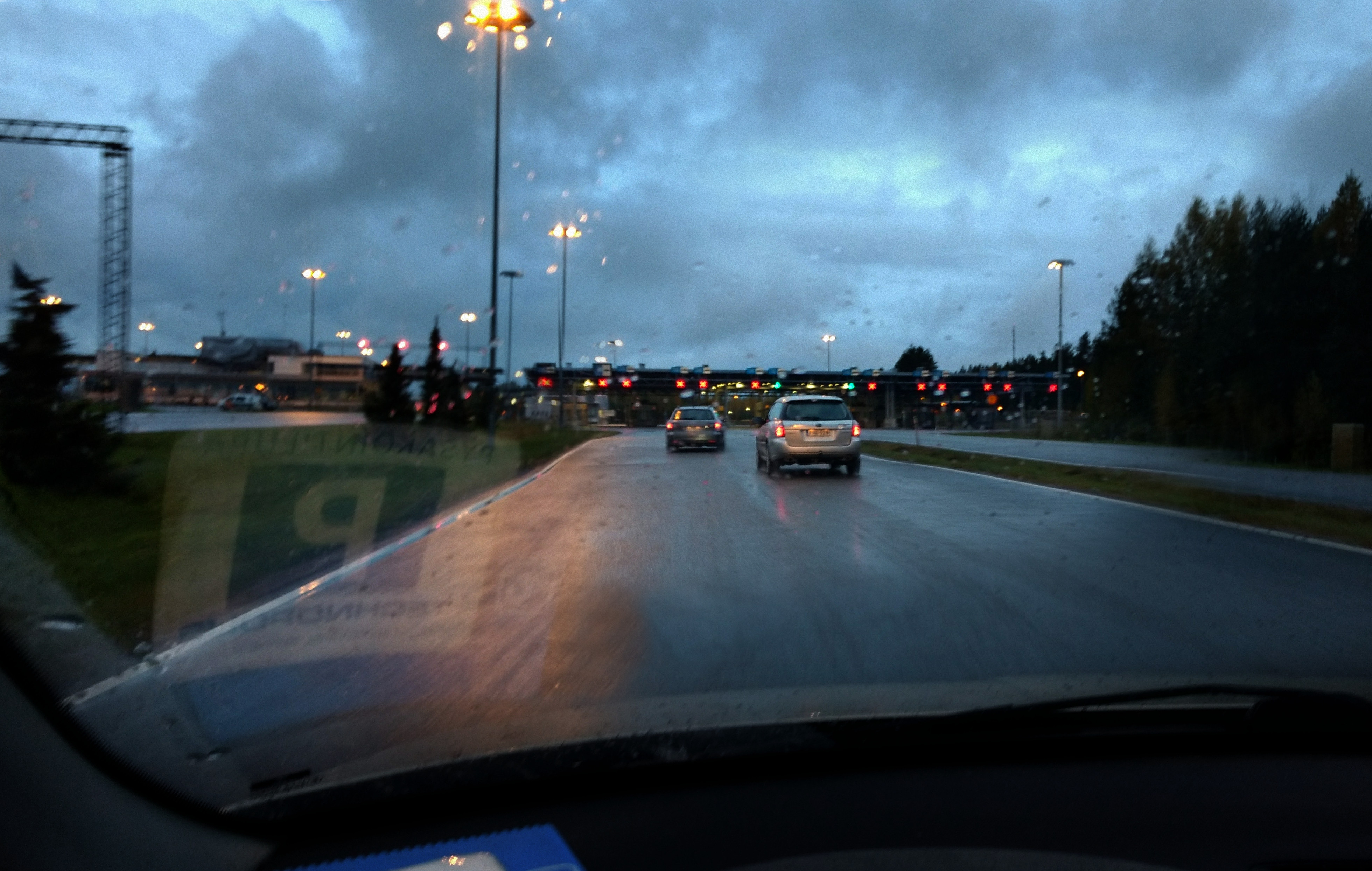
瓦利马边防检查站俄罗斯方向

瓦利马（芬蘭語：Vaalimaa）是芬兰维罗拉赫蒂市镇的一村庄，位于芬兰-俄罗斯边境上。该村庄的名称首次出现在1370年的文献里。
瓦利马边防检查站是芬兰前往俄罗斯最繁忙的口岸。每年有超过三百万人次通过海关和边检站。
欧洲E18公路从芬兰经过瓦利马延伸至俄罗斯，在芬兰境内该段公路则为国道7号。